# Águas sagradas
Água sagrada, Agbo ou simplesmente Abô, são os nomes usados pelo povo do santo para denominar a mistura de folhas sagradas, usada na feitura de santo até a ultima obrigação chamada de axexê.
Sua utilização é larga e irrestrita, significando principalmente a ligação entre o Orum e Aiê (mundo dos Orixás e o dos Homens). Proporcionando o fortalecimento físico e espiritual, prevenindo e até mesmo curando certos tipos de doenças, segundo alguns estudos. Também usado na sacralização de objetos como fio de contas, ibá orixá e espaços sagrados.
Sua preparação é complexa, com ritos que pode durar até sete dias. A presença de um Babalorixá e de um babalossaim é indispensável para sua confecção, pois neste ato litúrgico são exaltados os cânticos de sasanha.
Além de respeitar horários para a colheita das 16 folhas sagradas, sendo oito tipos de folha chamada "fixas" (Euê Orô) e 8  tipos de folhas "variáveis" (euê orixás), de acordo com o Orixá que se esteja trabalhando,  são utilizados, Obi, orobô, azeite, mel e até mesmo (Ejé) sangue de animais sacrificados, entrarão nesta misteriosa mistura, tão importante para esta cultura também denominada  como Jeje-Nagô.
Euê orô e euê orixás são  folhas sagradas pertinentes a cada terreiro, podendo variar de acordo com sua regência, todavia são escolhidas ou herdadas de forma ordenada, geralmente seguindo um equilíbrio: folha gum (excitante “quente”) , seu significado em nagô é “chama transe”,  associada com uma folha erô (calma “fria”), que é catalisadora da propriedades de outras plantas, formando assim uma parceria perfeita, para uma sintonia harmônica .
As folhas gum ou erô podem ser macho (aborô) ou fêmea (Iabá). Na realidade o que distingue sua associação são as formas, se pontiagudas são consideradas masculinos se arredondadas femininos, todas elas tem o domínio do Orixá Oçânhim.

## Galeria
Algumas imagens de folhas que entram na preparação da água sagrada.

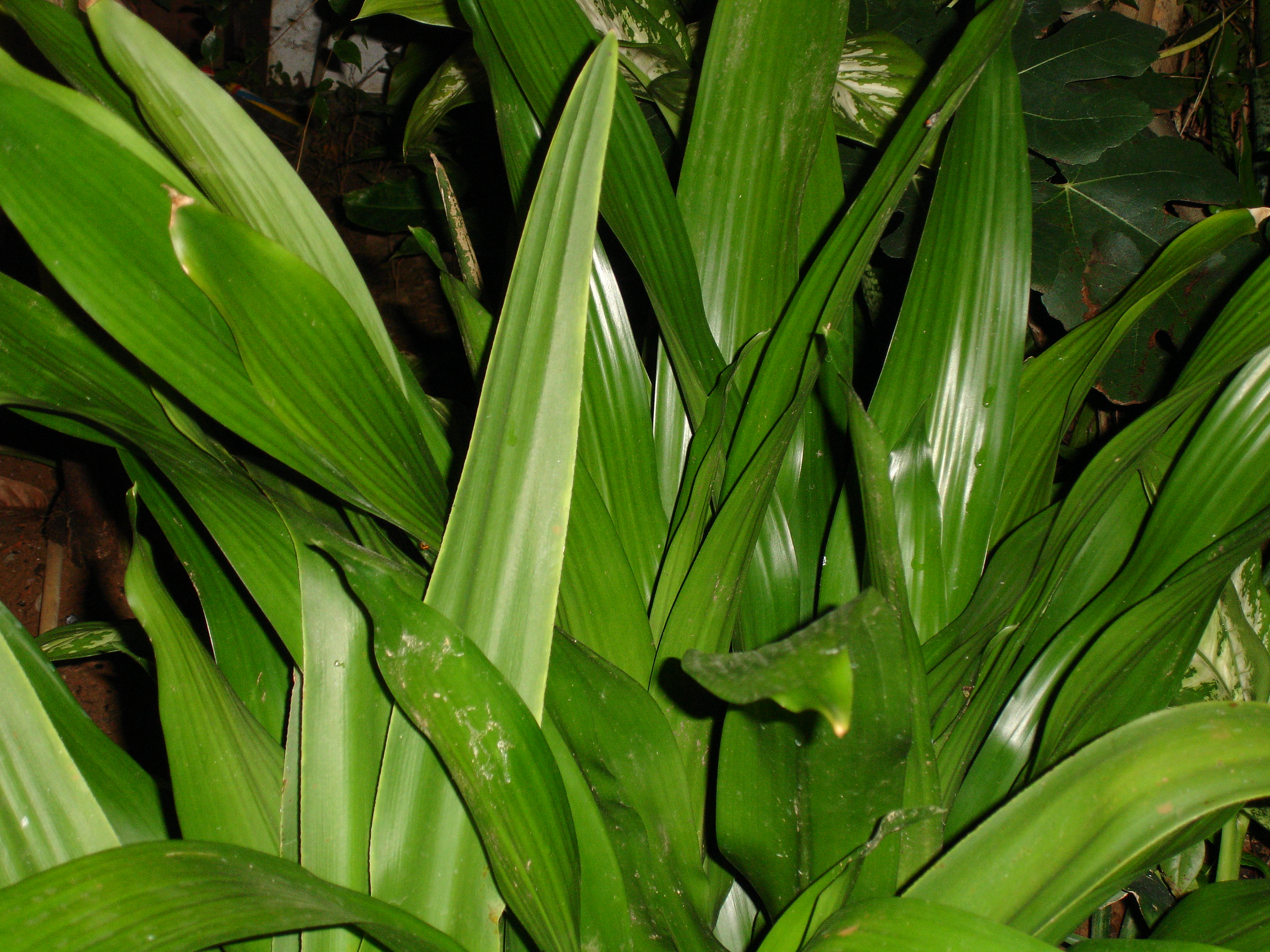
peregun, nativo dracaena.
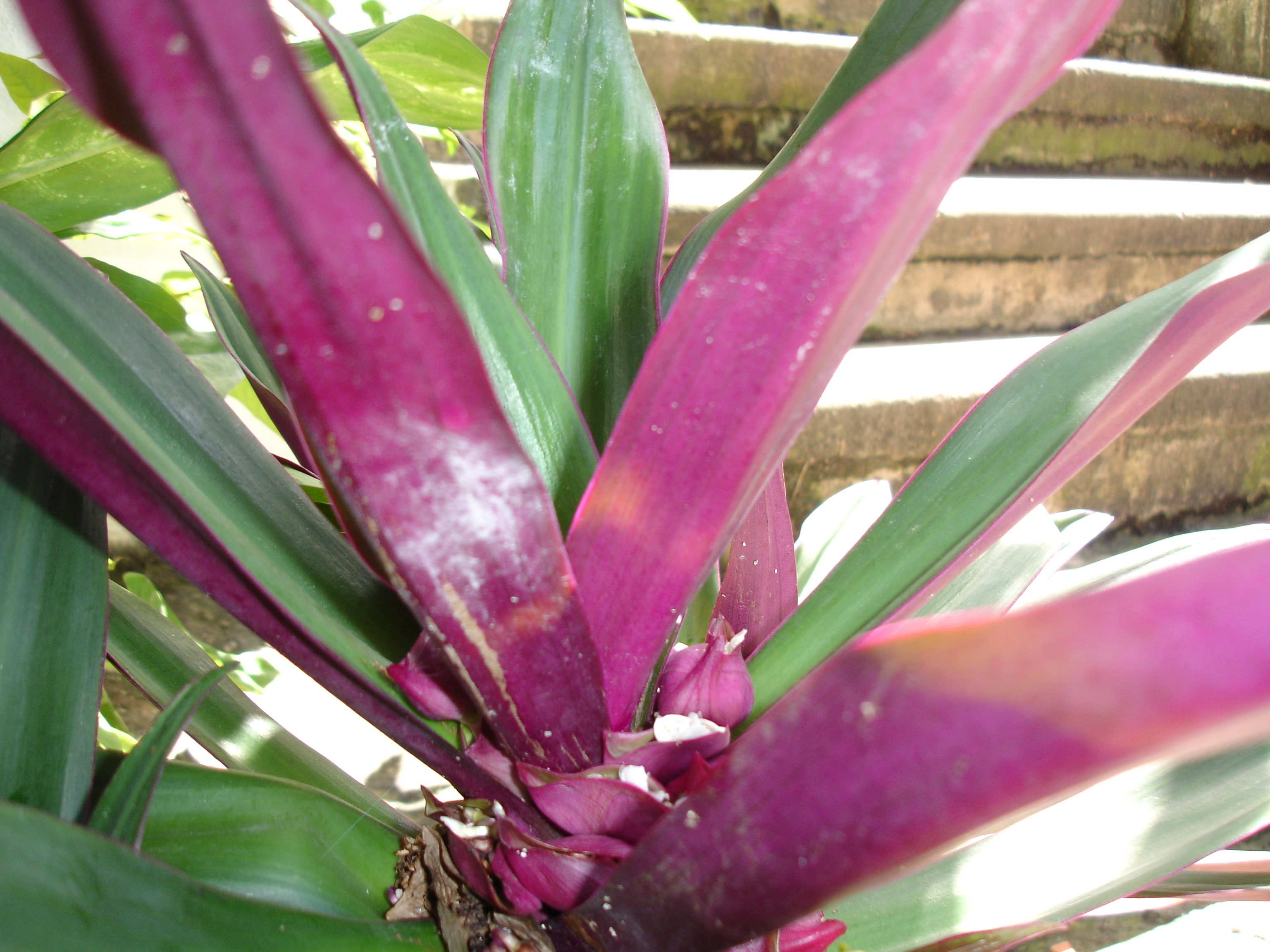
Tradescantia spathacea. espada de Iansã, Idá oiá
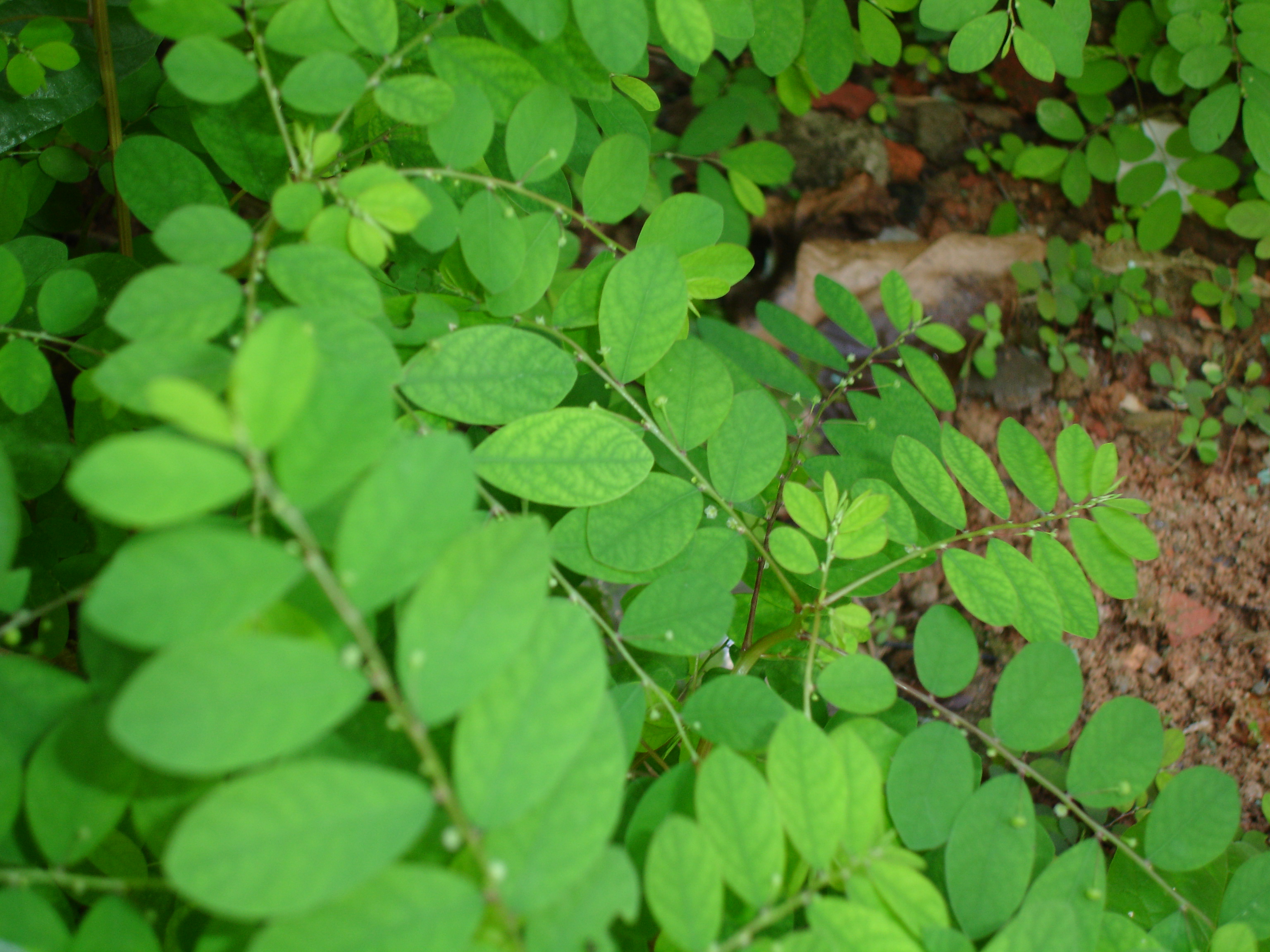
Quebra-pedra, Phyllanthus niruri.
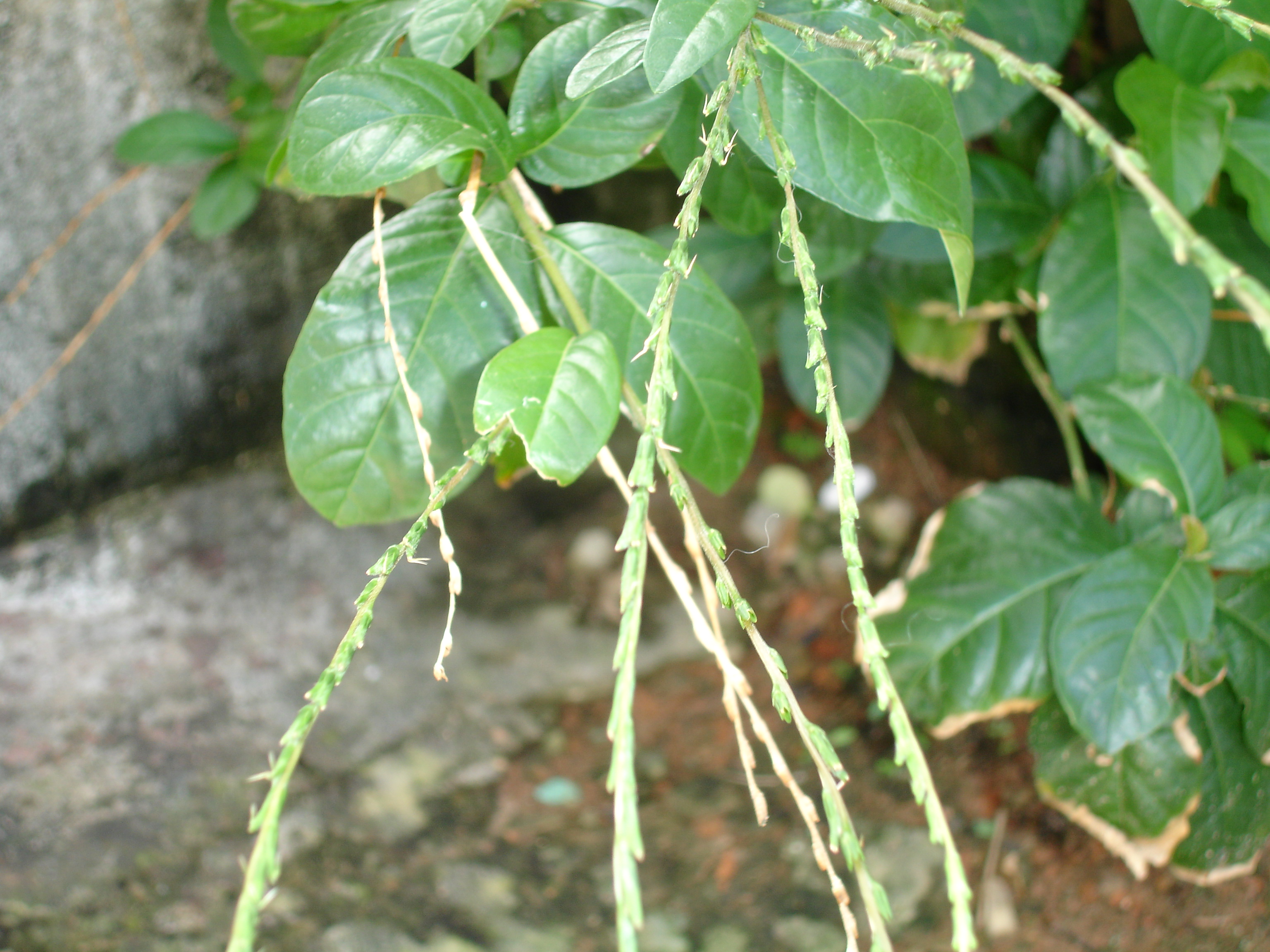
Petiveria (Guiné). Ojusaju
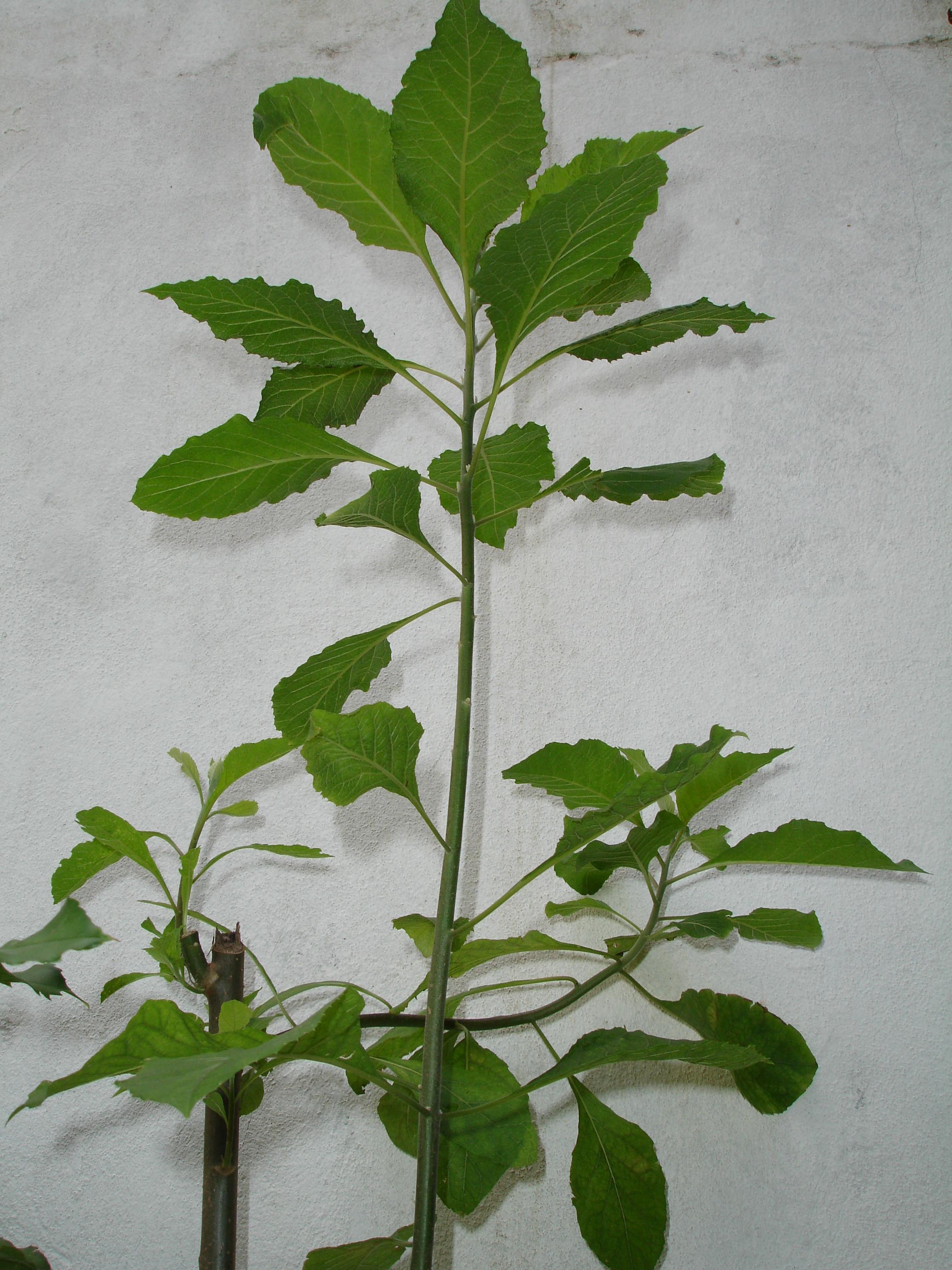
Vernonia. Euurô
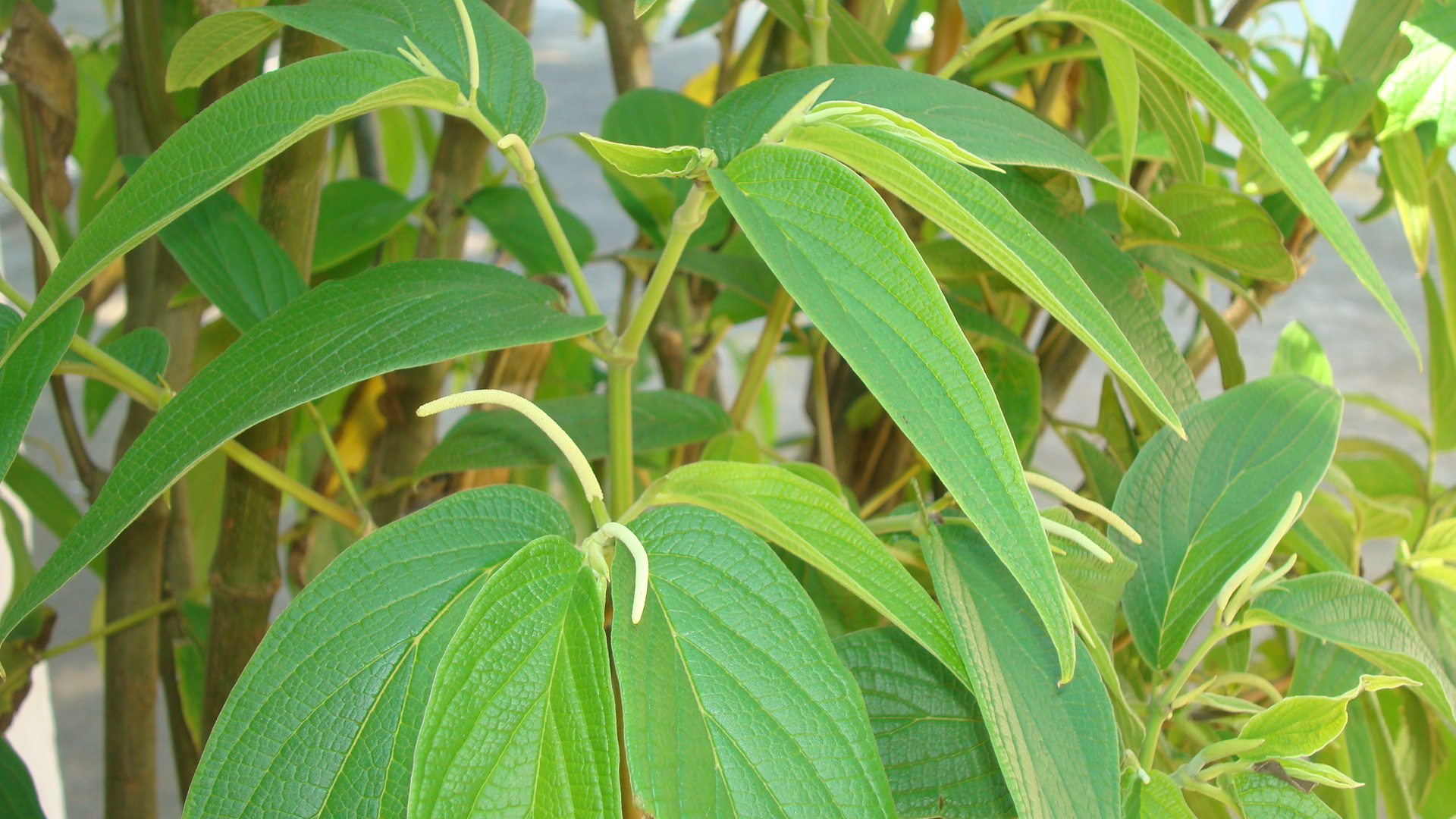
Piper rivioides, Piperaceae, Euê boi funfum, "bétís branco"
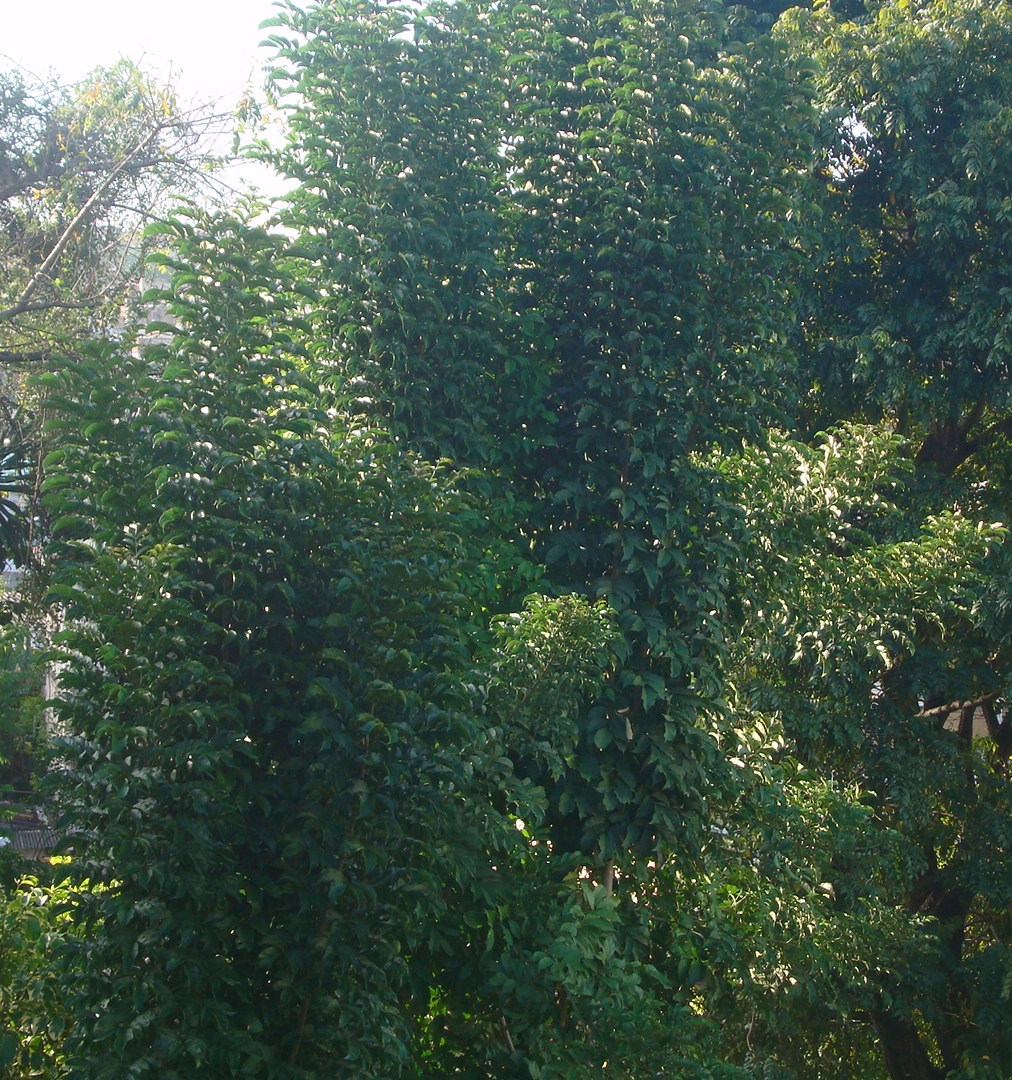
Folha de acocô. Newbouldia laevis Seem. Bignoniaceae
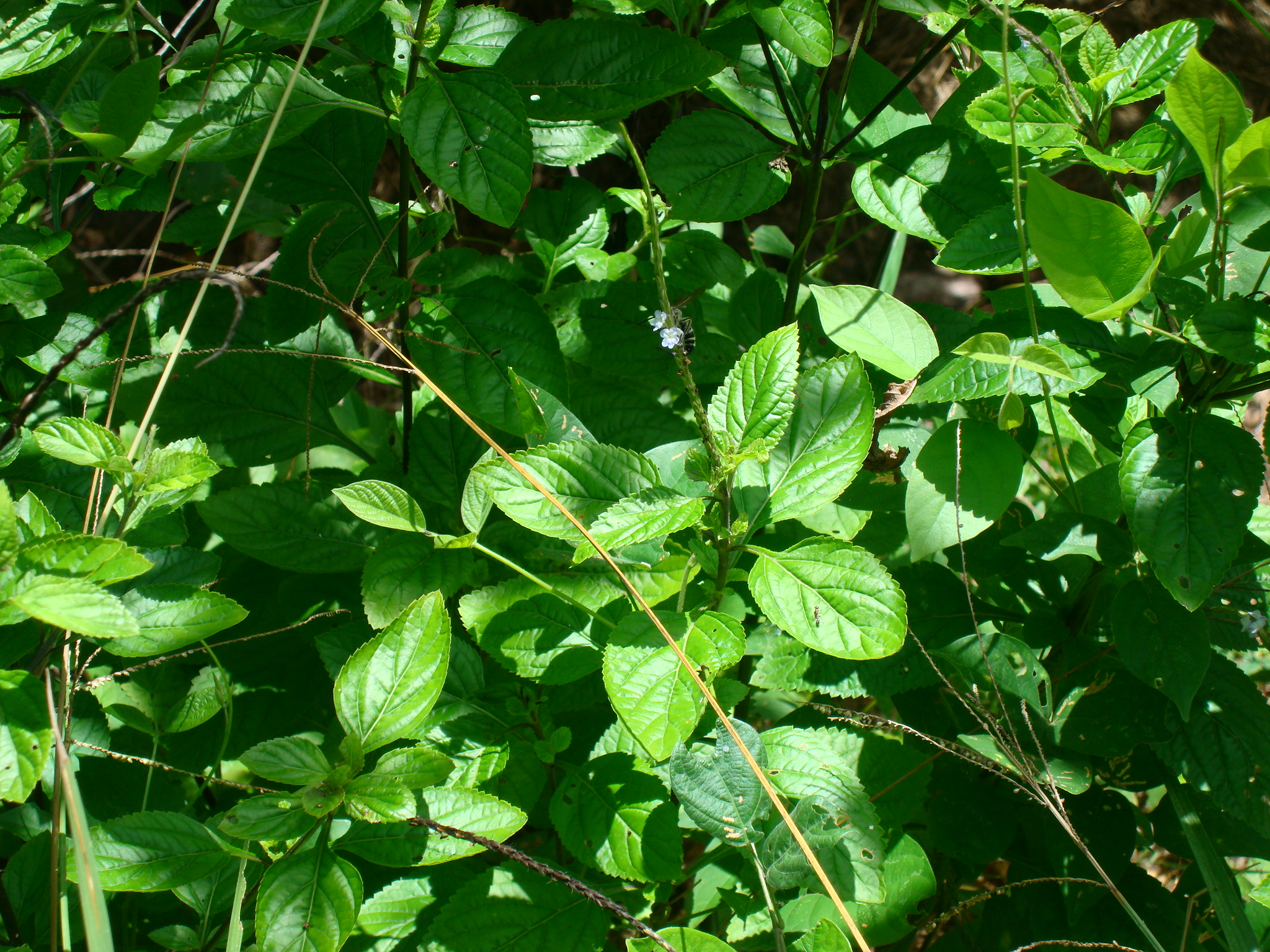
espécie Verbenaceae, Gervão. Euê ibolé